# 永瑢
愛新覚羅 永瑢（あいしんかくら えいよう、満洲語: ᠶᡠᠩ
ᡳᠣᠩ　転写：yung iong、乾隆8年12月14日（1744年1月28日） - 乾隆55年5月1日（1790年6月13日））は、清の乾隆帝の第六皇子。母は純恵皇貴妃蘇佳氏。

## 生涯
永瑢は乾隆8年12月14日（1744年1月28日）に乾隆帝の第六皇子として円明園の碧桐書院で生まれた。生母は純妃蘇氏であった。
乾隆9年（1744年）10月、会計司の郎中である申琦らが、永瑢の乳母を雇う費用として、規定に従い銀79両を支給する旨の文書を発行している。
『雍和宮満文檔案譯編』の記録によると、永瑢は乾隆9年（1744年）11月には『碧桐書院阿哥』と呼ばれていて、彼に仕えていた太監として、王進忠と張進忠の2名が記されている。
乾隆23年（1758年）の『内務府奏案』には、永瑢がその年の10月3日と10月23日の2回にわたり慎郡王府を訪れたことが記録されており、これによって乾隆帝が皇子の慎郡王家の爵位継承について以前から考え、準備をしていたことがうかがえる。
乾隆24年（1759年）12月、永瑢は大叔父にあたる康熙帝第21皇子慎靖郡王允禧の養孫として出継（別の家系に養子として迎えられること）し、貝勒の爵位を授けられた。
乾隆28年（1763年）10月26日、総管内務府の奏折には以下のような記載がある。
「毎年の俸銀（給料）、俸米（給与として支給される米）、房屋の賃貸収入、土地の地代、質屋の利息などの収入を合計すると、12,860両余りになる。しかし、府内での祭祀費用、慎靖郡王の正室および側室、さらに阿哥（皇子）の嫡福晋(正室)のための公費、食事代、お茶代、暖房のための石炭代、外出時の馬車の雇用費などに年間15,500両余りを費やしている。そのため、年間の収入では賄えず、約2,600〜2,700両の不足が生じている。
また、六阿哥（第六皇子、永瑢）はすでに分封（独立した地位を与えられること）されているものの、現在は宮中で学問を続けているため、食事や外出用の馬、弓矢などは内廷（皇室）の他の阿哥たちと同じ基準で支給されている。しかし、このままでは府の財政が逼迫し、将来的に官からの補助が削減された場合、内府（宮廷）の予算だけでは到底足りなくなるであろう。」
この状況を受け、乾隆帝は内務府が所有する質屋「慶春当」（本利銀24,808両2銭6分8厘3毫の資産を持つ）を永瑢に下賜するよう命じた。
乾隆37年（1772年）、質郡王に昇進。
乾隆54年（1789年）、さらに質親王に昇進。
永瑢は詩文や絵画に優れ、また天文学や数学にも精通していた。四庫全書館（四庫全書の編集を行った機関）の総裁を務めた。
乾隆55年（1790年）5月1日に薨去。
諡号は「荘」となった。

## 家庭

### 妻妾
- 嫡福晋沙済富察氏 - 参将・富謙の娘。乾隆帝の最初の皇后である孝賢純皇后の姪にあたる。二男二女を出産。乾隆10年（1745年）5月14日に生まれ、乾隆24年（1759年）に永瑢と婚約し、乾隆25年（1760年）3月に正式に婚姻。純恵皇貴妃の葬儀の際、棺を送る儀式に参列していなかったことを乾隆帝から問題視され、乾隆帝は永瑢に、福晋が不参加だった理由を詳しく報告するよう命令し、さらに、関係した内廷の大臣たちに9か月の俸禄減給の罰を下した。乾隆37年（1772年）2月24日、永瑢が乾隆帝に嫡福晋沙済富察氏が毒を盛られたことを報告。福晋の侍女・霊格の証言により、侍女の玉棠、香格、梅花が犯人であることが発覚した。彼女らは、福晋の病気が長引く中で服や装飾品を盗み始めた後、太監の長福と李進熙に命じ、バ豆丸（下剤）を購入し、福晋の食事に混ぜて下痢を4回引き起こさせた。さらに、強い毒性のある鹵水を使って福晋を毒殺しようとしたが、未遂に終わった。乾隆37年（1772年）3月19日、重病になり、内庫から銀を支給され、葬儀の準備を行うよう命じられた。
- 継福晋鈕祜禄氏 - 鑾儀使（儀仗を司る官職）・達福の娘。母は二等侍衛瑚色里の娘の瓜爾佳氏または内閣学士富森布の娘の瓜爾佳氏または護軍統領金珠の孫娘の費莫氏。嫡福晋沙済富察氏の死後、永瑢の継福晋となり、二男一女を出産した。道光元年（1821年）に病死し、道光帝は第一皇子を弔問に派遣し、葬儀費用として銀1000両が支給された。
- 側福晋張氏 - 游撃趙宗浩の娘。乾隆48年（1783年）9月に婚約の儀式、10月に正式な婚礼を行った。当時、23歳。
- 妾尤氏 - 尤大の娘。もとは使女で、侍女から妾になった。一男二女を出産。
- 妾景氏 - 員外郎達春の娘。
- 妾耿氏 - 一男を出産。

### 子女
上記の妻妾との間に六男五女を儲けたが、成人したのは一男一女のみ。

#### 男子
- 第一子：綿聰（めんそう） - 乾隆31年（1766年）2月12日に生まれた。生母は嫡福晋沙済富察氏。乾隆45年（1780年）7月16日に、15歳で早逝。嫡福晋の伊爾根覚羅（イルゲンギョロ）氏（大学士・三宝の娘）と婚姻する予定であったが、その前に亡くなり、夫の死後も伊爾根覚羅氏は貞節を守った。
- 第二子：綿愛（めんあい） - 乾隆34年（1769年）1月16日に生まれた。生母は嫡福晋沙済富察氏。乾隆36年（1771年）7月30日に、3歳で早逝。
- 第三子：綿慈（めんじ） - 乾隆35年（1770年）11月5日に生まれた。生母は侍女出身の妾尤氏。乾隆38年（1773年）4月3日に、4歳で早逝した。
- 第四子：綿訫（めんしん） - 乾隆40年（1775年）7月19日に生まれた。生母は継福晋鈕祜禄氏。乾隆42年（1777年）10月26日に、3歳で早逝。
- 第五子：多羅質恪郡王 綿慶（めんけい） - 乾隆44年（1779年）5月4日に生まれた。生母は継福晋鈕祜禄氏。爵位は多羅質恪郡王（「質恪」の諡号が与えられた）、嘉慶9年（1804年）10月26日に、26歳で逝去。妻は嫡福晋鈕祜禄氏（総督公・和琳(ヘシェンの弟)の娘）と側福晋伊爾根覺羅氏（德瑞の娘）。息子は多羅貝勒奕綺（えきき）のみ。
- 第六子：綿意（めんい） - 乾隆52年（1787年）3月25日に生まれた。生母は耿氏。乾隆57年（1792年）閏4月23日に、6歳で早逝。

#### 女子
- 第一女 - 乾隆31年（1766年）2月1日に生まれた。生母は尤氏。乾隆34年（1769年）10月30日に逝去。
- 第二女 - 乾隆32年（1767年）12月17日に生まれた。生母は嫡福晋沙済富察氏。同年12月20日、生後3日で死亡。
- 第三女 - 乾隆33年（1768年）6月21日に生まれた。生母は尤氏。乾隆35年（1770年）閏5月15日、2歳で死亡。
- 第四女 - 乾隆35年（1770年）8月15日に生まれた。生母は嫡福晋沙済富察氏。乾隆44年（1779年）8月11日に逝去。
- 第五女：縣主 - 乾隆41年（1776年）7月19日に生まれた。生母は継福晋鈕祜禄氏。乾隆50年（1785年）11月にアオハン部（敖漢部）の扎薩克郡王・徳欽が和碩額駙（皇族の婿）に選定され、乾隆57年（1792年）12月に正式に嫁いだ。

## 登場作品
- 如懿伝 〜紫禁城に散る宿命の王妃〜（2017年、中国、演：張津澤）
- 瓔珞〜紫禁城に燃ゆる逆襲の王妃〜（2018年、中国、演：周義晟）